# 카그라차리구

방글라데시 카그라차리구

카그라차리구(벵골어: খাগড়াছড়ি জেলা)는 방글라데시 남동부 치타공주의 행정 구역이고, 치타공 구릉지대의 일부이다.

## 역사
치타공 구릉지대는 1760년 영국 동인도 회사의 지배를 받기 전까지 트리푸라주, 아라칸족, 술탄의 지배를 받았다. 비록 영국인들이 1760년 치타공 구릉지대의 권한을 얻었지만, 그들은 명목상의 세금을 징수하는 것 외에는 권한이 없었다. 1860년까지, 두 명의 왕이나 추장이 이 지역의 내부 행정을 다스렸다. 1860년, 트리푸라족이 거주하는 현재의 카그라차리구에 또 다른 원이 형성되었다. 이 서클의 우두머리 또는 라자는 소수의 마르마 인구 중에서 선택되었다. 원의 이름은 트리푸라 방언인 문 서클에서 따왔으나, 나중에 '문 서클'이 변경되고 몽 서클로 개명되었다. 1900년에 영국은 치타공 구릉지대에 구릉지대 인구의 문화와 언어를 인정하는 독립적인 지위를 제공했다. 그러나 인도의 분할 기간 동안, 이 지위는 폐지되었고 파키스탄의 통치를 받는 동벵골의 일부가 되었다. 그 때에, 이 구역의 이름은 람가르이고, 본부는 하그라가리에 있다. 그것은 1983년에 질라로 업그레이드되었다. 질라 본사는 캣킨 식물(현지 언어로 카그라를 의미함)로 가득 찬 '첸기' 하천 둑에 위치해 있다. 질라의 이름은 위의 두 단어 '카그라'와 '차라'에서 유래했을 것으로 생각된다. 카그라차리 지방 정부 위원회는 1989년 3월 6일 카그라차리구의 모든 주민들의 정치적, 사회적, 문화적, 교육적, 경제적 권리를 지지하고 사회 경제적 발전 과정을 가속화하기 위해 설립되었다. '평화 협정'에 따르면 이 의회는 1998년 법-10에 의해 "카그라차리 힐 구의회(KHDC)"로 이름이 변경되었다. 현재 이 협의회는 지역의 개발 활동뿐만 아니라 행정의 주요 초점으로 여겨져 왔다.

## 인구
2011년 방글라데시 인구 조사에 따르면 카그라차리구의 인구는 613,917명이며, 이 중 313,793명은 남성, 300,124명은 여성이다. 농촌 인구는 39만 8,109명(64.85%)인 반면 도시 인구는 21만 5,808명(35.15%)이었다. 카그라차리구는 7세 이상 인구의 문맹률이 46.11%로 남성 51.88%, 여성 40.07%였다.
2011년 인구 조사에 따르면, 이 지역에 총 316,987명(51.63%)의 원주민이 거주하고 있다. 트리푸리인, 라카인족, 차크마족, 마르마족, 탄창야족과 같은 원주민 공동체가 이 구에 속한다.

## 경제
대부분의 사람들은 주음 경작지에서 산다. 선생님, 농부, 사업가와 같은 다양한 직업을 가진 사람들도 있다. 관광업은 지역 주민들에게 강력한 수입원이 되고 있다.
주요 소득원은 농업 59.92%, 비농업 노동자 9.33%, 산업 0.44%, 상업 10.67%, 운수 통신 1.11%, 서비스 7.94%, 건설 0.92%, 종교 서비스 0.24%, 임대료 및 송금 0.37%, 기타 9.06%이다.

## 같이 보기
- 방글라데시의 구